# 大叶瓜馥木
大叶瓜馥木（学名：Fissistigma latifolium）为番荔枝科瓜馥木属的植物。分布在印度、新加坡、越南、马来西亚、印度尼西亚、菲律宾以及中国大陆的云南等地，生长于海拔500米至1,200米的地区，见于山地林中，目前尚未由人工引种栽培。